# Alex Vasilescu
1. REDIRECTEAZA M Alex O Vasilescu